# Chaetostomella baezi
Chaetostomella baezi is een vliegensoort uit de familie van de boorvliegen (Tephritidae). De wetenschappelijke naam van de soort is voor het eerst geldig gepubliceerd in 2000 door Merz.